# Island Games 1999
Die Island Games 1999 waren die achte Auflage der Spiele. Sie fanden vom 26. Juni bis zum 2. Juli 1999 auf der Insel Gotland statt. Es nahmen 1858 Athleten teil.

## Teilnehmende Inseln
| - Åland - Alderney - Anglesey/Ynys Môn - Falklandinseln - Färöer | - Frøya - Gibraltar - Gotland - Grönland - Guernsey | - Hitra - Isle of Man - Isle of Wight - Jersey - Cayman Islands | - Orkney - Prince Edward Island - Rhodos - Saaremaa - St. Helena, Ascension und Tristan da Cunha | - Sark - Shetlandinseln |

Die Kaimaninseln sowie Rhodos nahmen zum ersten Mal teil. Im Vergleich zur letzten Ausgabe trat Island nicht mehr an, da unabhängige Inselstaaten nicht mehr zugelassen wurden. Dafür kehrte die Prince Edward Island nach 1993 wieder zurück.

## Sportarten
| - Badminton – Resultate (PDF; 546 kB) - Basketball – Resultate (PDF; 151 kB) - Bogenschießen – Resultate (PDF; 224 kB) - Bowling – Resultate (PDF; 261 kB) - Fußball – Resultate (PDF; 202 kB) | - Golf – Resultate (PDF; 695 kB) - Leichtathletik – Resultate (PDF; 346 kB) - Radsport – Resultate (PDF; 329 kB) - Schießen – Resultate (PDF; 236 kB) - Schwimmsport – Resultate (PDF; 421 kB) | - Segeln – Resultate (PDF; 126 kB) - Tennis – Resultate (PDF; 101 kB) - Tischtennis – Resultate (PDF; 106 kB) - Volleyball – Resultate (PDF; 84 kB) |

## Medaillenspiegel
| Rang | Land                                       | Gold | Silber | Bronze | Gesamt |
| ---- | ------------------------------------------ | ---- | ------ | ------ | ------ |
| 1    | Gotland                                    | 37   | 27     | 29     | 97     |
| 2    | Guernsey                                   | 27   | 27     | 31     | 85     |
| 3    | Jersey                                     | 24   | 30     | 29     | 83     |
| 4    | Isle of Man                                | 16   | 18     | 21     | 55     |
| 5    | Isle of Wight                              | 13   | 17     | 10     | 40     |
| 6    | Cayman Islands                             | 11   | 2      | 9      | 22     |
| 7    | Åland                                      | 9    | 8      | 7      | 24     |
| 8    | Rhodos                                     | 8    | 9      | 4      | 21     |
| 9    | Färöer                                     | 7    | 12     | 9      | 28     |
| 10   | Shetlandinseln                             | 6    | 3      | 8      | 17     |
| 11   | Saaremaa                                   | 4    | 6      | 10     | 20     |
| 12   | Grönland                                   | 4    | 1      | 2      | 7      |
| 13   | Anglesey/Ynys Môn                          | 2    | 1      | 3      | 6      |
| 14   | Gibraltar                                  | 1    | 5      | 3      | 9      |
| 15   | Falklandinseln                             | 1    | 2      | 3      | 6      |
| 16   | Orkney                                     | 0    | 1      | 1      | 2      |
| 17   | Alderney                                   | 0    | 0      | 1      | 1      |
| 18   | St. Helena, Ascension und Tristan da Cunha | 0    | 0      | 1      | 1      |
| 19   | Frøya                                      | 0    | 0      | 0      | 0      |
| 19   | Hitra                                      | 0    | 0      | 0      | 0      |
| 19   | Prince Edward Island                       | 0    | 0      | 0      | 0      |
| 19   | Sark                                       | 0    | 0      | 0      | 0      |

Gotland gewann somit zum ersten Mal die Medaillenwertung.